# 兴隆乡 (甘南县)
兴隆乡，是中华人民共和国黑龙江省齐齐哈尔市甘南县下辖的一个乡镇级行政单位。

## 行政区划
兴隆乡下辖以下地区：
奋斗村、新发村、新建村、兴鲜村、兴国村、东兴村、望山村、先进村和双龙村。